# Tomasz Wylenzek
Tomasz Wylenzek także Tomasz Wylenżek (ur. 9 stycznia 1983 w Świerklańcu) – niemiecki kajakarz polskiego pochodzenia, kanadyjkarz. Mistrz olimpijski z Aten.
W Polsce trenował w rodzinnej miejscowości, potem w Szkole Mistrzostwa Sportowego w Wałczu. W 2000 wyjechał do Niemiec (gdzie mieszkali jego rodzice) i zaczął startować w barwach tego kraju. W 2001 zdobył dwa medale młodzieżowych mistrzostw świata, rok później był już członkiem kadry seniorów. Złoty medal olimpijski zdobył w dwójce (C-2) w parze z Christianem Gillem na dystansie 1000 m. W następnych latach wspólnie zdobyli szereg medali Mistrzostw Świata i Europy na różnych dystansach, w tym kilka złotych. W Pekinie zajęli drugie miejsce na koronnym dystansie.

## Starty olimpijskie (medale)
Ateny 2004
- C-2 1000 m -  złoto

Pekin 2008
- C-2 1000 m -  srebro
- C-2 500 m -  brąz